# Acacia glomerosa
Acacia glomerosa är en ärtväxtart som beskrevs av George Bentham. Acacia glomerosa ingår i släktet akacior, och familjen ärtväxter. Inga underarter finns listade i Catalogue of Life.